# Вознесенье (Архангельская область)
Вознесенье — село в Приморском районе Архангельской области, в 9 км западнее Архангельска. Административный центр МО «Островное».

## География
Село Вознесенье расположено на острове Андрианов, напротив острова Киселёв. Южнее села протекает Никольский рукав Северной Двины.

## История
В начале XVI века в селе был построен храм Вознесения Господня, в честь которого и названо село. В 1998 году храм, с 1929 года бездействовавший, возвращен церкви.
Школа в селе известна с 1842 года.
К 1905 году село входило в Вознесенскую волость Архангельского уезда. На 1 января 1926 года Вознесенье являлось центром Вознесенской волости с 6-ю сельсоветами в составе.
С 2004 по 2015 год Вознесенье было центром Вознесенского сельского поселения.
Законом Архангельской области от 28 мая 2015 года № 289-17-ОЗ муниципальные образования «Вознесенское», «Пустошинское» и «Ластольское» были объединены в муниципальное образование «Островное», центром которого стало Вознесенье.

## Население
| 2002 | 2010 | 2012 |
| ---- | ---- | ---- |
| 485  | ↘377 | ↗446 |

По переписи 2010 года в селе было 377 человек. В 2009 году числилось 451 человек, в том числе 126 пенсионеров. В 2002 году в Вознесенье было 486 человек (русские — 94 %).

### Карты
- Топографическая карта Q-37-128,129,130. Архангельск - 1 : 100 000
- Вознесенье на карте Wikimapia
- Вознесенье. Публичная кадастровая карта